# Tanz für dich
Tanz für dich ist ein Lied der österreichischen Sängerin und Schauspielerin Ronja Forcher.

## Entstehung
Das Lied Tanz für dich wurde von Aaron Lovac, Christian Raab und Marius Gröh im Musikstudio Haus 2000 in Berlin aufgenommen und am 16. Juli 2021 als zweite Single veröffentlicht. Ronja Forcher war es wichtig, dass das Lied bis zum Bergdoktor Fantag am Wilden Kaiser am 14. Juli 2021 fertiggestellt wird. Denn sie hatte das Lied und das Musikvideo dort präsentiert.

## Musikvideo
Das Musikvideo wurde in Berlin-Kreuzberg, am Tempelhofer Feld und auf dem Dach der Plattenfirma Universal Music gedreht. Im Video spielen Freunde von ihr und ihr Lieblingshund Beat mit. Am 16. Juli 2021 wurde das Video 12:00 Uhr auf dem Instagram Portal von Ich find Schlager toll erstmalig präsentiert.